# Lot (departma)
Lot (oznaka 46) je francoski departma, imenovan po reki Lot, ki teče skozenj. Nahaja se v regiji Jug-Pireneji.

## Zgodovina
Departma je bil ustanovljen v času francoske revolucije 4. marca 1790 iz dela nekdanje province Languedoc. Leta 1808 se je iz njega izločilo nekaj kantonov skupaj z Montaubanom, ki so se priključili novoustanovljenemu departmaju Tarn in Garoni.

## Geografija
Lot leži na severu regije Jug-Pireneji. Na vzhodu meji na departma Aveyron, na jugu na Tarn in Garono, na zahodu na departmaja regije Akvitanije Lot in Garono ter Dordogne, na severu meji na departma Corrèze (regija Limousin), na severovzhodu pa na Cantal (Auvergne).